# Cultuurgoederenverdrag
Het Verdrag inzake de bescherming van culturele goederen in geval van een gewapend conflict (Convention for the Protection of Cultural Property in the Event of Armed Conflict) is een verdrag dat op 14 mei 1954 in Den Haag werd gesloten. Het doel van dit verdrag is de cultuurbescherming tijdens gewapende conflicten waar het de culturele erfgoederen moet beschermen tegen bijvoorbeeld beschadiging, plundering en wederrechtelijke inbeslagname. Dit kan betrekking hebben op zowel onroerende als roerende goederen die een prominente plaats innemen in het cultureel erfgoed van een volk. Voorbeelden van roerende zaken zijn schilderijen, beelden, archeologische vondsten, boeken en manuscripten. Bij onroerende goederen betreft het onder meer gebouwen en landschappen met een grote culturele waarde. Ook locaties die het collectieve geheugen en bewustzijn van de cultuur proberen te bevorderen of te behouden vallen onder dit verdrag.
In 1954 is het verdrag in twee keer met bijbehorende presentaties vastgesteld. In 1999 volgde een derde, afgesloten gedeelte. Alle drie de gedeelten maken onderdeel uit van het internationaal humanitair recht. De VN-organisatie UNESCO houdt de Werelderfgoedlijst bij en heeft als hoofdtaken onder andere de bescherming van het werelderfgoed te bevorderen in oorlogstijd en het bevorderen van bescherming met maatregelen en middelen ten tijde van vrede. Aan deze Conventie hebben anno 2013 126 verdragsstaten zichzelf verbonden. In totaal erkent UNESCO 981 werelderfgoederen waarvan 759 cultuurerfgoederen, 193 natuurerfgoederen en 29 zogenaamde gemengde erfgoederen. In Nederland betreft dit negen erfgoederen waarvan één natuurerfgoed dat gedeeld wordt met Duitsland en Denemarken. In België erkent UNESCO elf cultuurerfgoederen.
De achterliggende idee en motivatie voor het verdrag wordt geformuleerd in de preambule die de volgende stellingname bevat:
The High Contracting Parties, […] Being convinced that damage to cultural property belonging to any people whatsoever means damage to the cultural heritage of all mankind, since each people makes its contribution to the culture of the world; …
In het Nederlands: De Hoge Verdragsluitende Partijen […] [zijn] ervan overtuigd, dat schade, toegebracht aan culturele goederen, ongeacht aan welk volk zij toebehoren, schade betekent aan het culturele erfdeel van de gehele mensheid, aangezien ieder volk zijn bijdrage levert aan de wereldcultuur; …

## Geschiedenis en totstandkoming

### Voorgeschiedenis (1899 en 1954)
Nadat een eerdere, soortgelijke conventie was overeengekomen in 1899 was er in 1907 sprake van een vernieuwde conventie. Deze bood bescherming tegen cultuur- en natuurerfgoed en religieuze gebouwen en zowel tegen roerende als onroerende goederen. Een zogenaamd clausula si omnes bepaalde echter dat het verdrag niet van kracht was als in een gewapend conflict niet alle strijdende partijen de overeenkomst geratificeerd hadden. Het effect van de Haagse conventies tijdens de Eerste Wereldoorlog was zodoende erg mager.
Nikolaj Rjorich, jurist, schrijver en schilder van Russische komaf, startte met het idee tot een nieuwe conventie te komen nadat hij tijdens de Eerste Wereldoorlog en de Oktoberrevolutie de vernietiging van cultuurgoederen zelf van dichtbij had meegemaakt. Vanaf 1904 had het Russisch Gezelschap voor Architecten voorstellen voorbereid. Aan het begin van de Eerste Wereldoorlog had hij deze al gepoogd onder de aandacht te krijgen van de Russische tsaar Nicolaas II. Ook Georges Chklaver van de universiteit in Parijs had zulke aanbevelingen opgesteld, op verzoek van Rjorich. Dit ontwerp uit 1929 werd voorgelegd aan en besproken door de Volkerenbond, Conferentie van Brugge en in 1933 in Washington D.C.. In 1933 nam de Pan-Amerikaanse Unie het verdrag aan. Hiertoe hoorden bijna alle landen op het Amerikaans continent en door de ratificering van het verdrag werden tien staten lid van de Unie.

Het embleem van het Roerich-pact: de Banner of Peace

De leden van de Pan-Amerikaanse Unie stelden dat de neutraliteit van kunst en cultuur vergelijkbaar moest zijn met die van hulpverlenend personeel en ziekenhuizen ten tijde van oorlog. De leden werden geacht een lijst te maken van objecten, landschappen en instellingen en cultureel erfgoed in eigen land, waarvan zij wilden dat ze deze status zouden krijgen en die zij met elkaar zouden delen via de Unie. Voor deze zaken werd een embleem ontworpen, de Banner of Peace (Vredesvlag) waarbij de drie rode bollen staan voor cultuur, religie en mensheid en de cirkel eromheen voor verbintenis. Naar analogie van de Geneefse Conventies wordt de Banner of Peace ook wel (inofficieel) het "Rode Kruis van de Vrede" genoemd. Heden ten dage kan het teken eveneens het teken van de Haagse conventie van 1954 vervangen, omdat deze organisaties geen eenheid vormen en onafhankelijk van elkaar voortbestaan.
Het Rjorich-pact heeft zich altijd beperkt tot Amerika. In latere stadia sloten vrijwel alle landen op dit continent zich aan bij de Pan-Amerkikaanse Unie, maar daarbij bleef de jurisdictie beperkt. Momenteel hebben alleen de Verenigde Staten de Haagse conventie niet ondertekend, terwijl zij wel het Rjorich-pact hebben geratificeerd. Zodoende heeft het pact praktisch gezien niet geleid tot cultuurbescherming, hoewel de ontstaansgeschiedenis los van de praktische gevolgen wel aanleiding kon zijn tot de ontwikkeling van de huidige, zeer uitgebreide en mondiaal erkende Haagse conventie.

### De Haagse conventie (1954 en 1999)

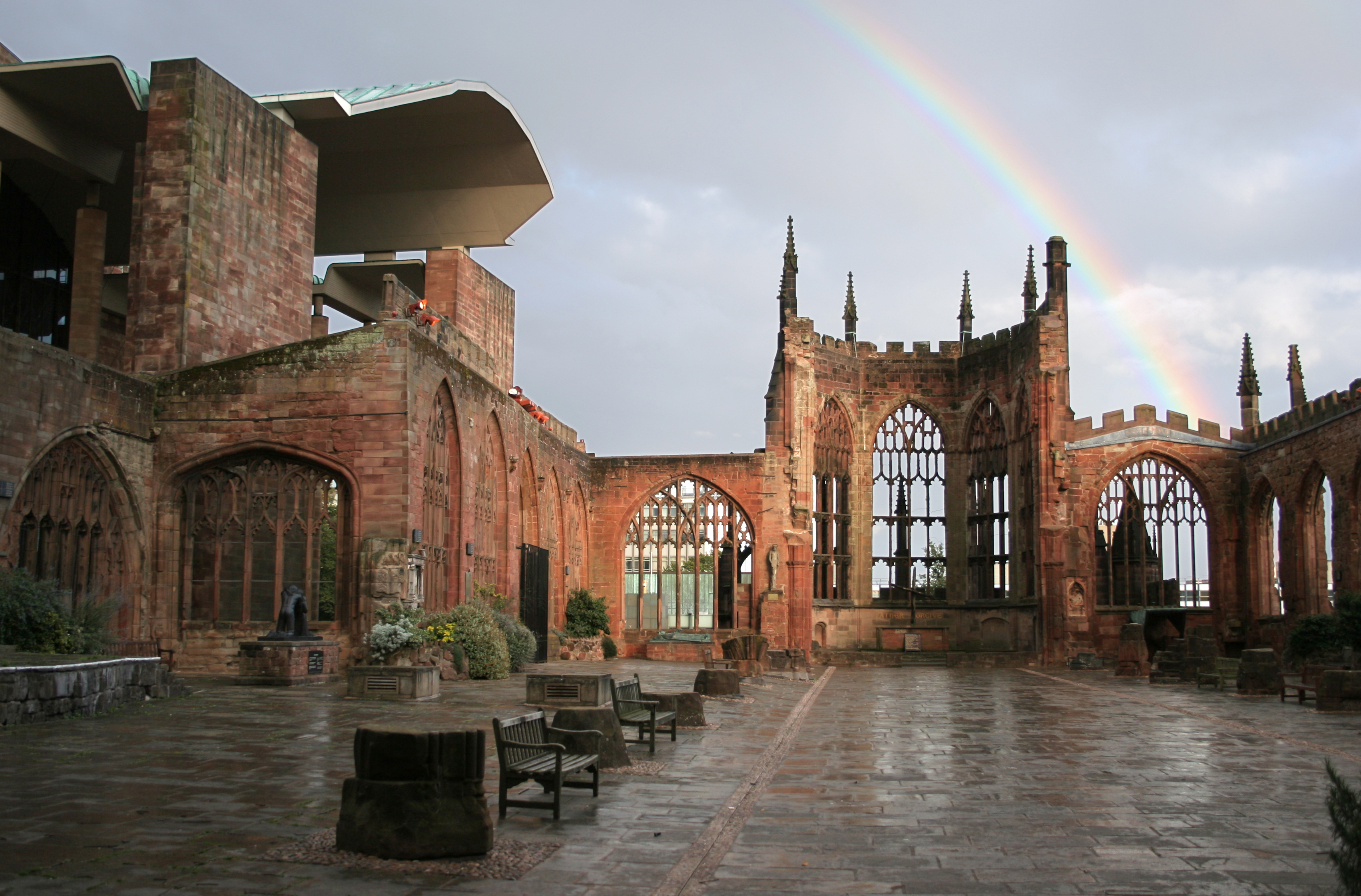
De ruïne van de kathedraal te Coventry na het bombardement tijdens de Tweede Wereldoorlog

De Nederlandse regering kwam in 1939, vier jaar na het sluiten van het Rjorich-pact, met een ontwerp voor wat later de huidige Haagse conventie kon worden. In september van dat jaar brak echter de Tweede Wereldoorlog uit. In 1948 ondernam de Nederlandse regering het initiatief om met UNESCO, in 1945 opgericht, een nieuw verdrag op te stellen. Tussen 21 april en 14 mei 1954 vond daarop een conferentie plaats waarbij 56 verdragsstaten de Haagse conventie voor de bescherming van cultuurgoederen bij gewapende conflicten aannamen. Na in 1956 officieel in werking te zijn getreden was dit in het internationaal recht het tweede verdrag binnen het humanitair volkerenrecht.
Het nieuwe verdrag bevatte een exacte en uitvoerige beschrijving van cultuurgoederen. Tevens bevatte het in tegenstelling tot eerdere verdragen ook maatregelen die gedurende vredestijd de verdragspartijen verplichtte het erfgoed te onderhouden. Bergingsplaatsen, musea, en dergelijke, vielen tevens onder het verdrag. Vergelijkbaar met het Rjorich-pact kwam er een herkenningssymbool voor cultuurerfgoederen. Er is een register opgenomen als onderdeel van het verdrag voor erfgoederen met een bijzondere beschermingsstatus en een van de artikelen beschermt cultuurgoederen tegen interne gewapende conflicten.
Een van de onderdelen van het verdrag verbiedt strijdende partijen cultuurgoederen te ontvreemden en het regelt de teruggave van wederrechtelijk ontvreemde goederen. Deze regelingen zijn vanwege de eerdere ervaringen hieromtrent en de bijkomende gevoeligheden niet verregaand concreet uitgewerkt. Bij het ontstaan van de conventie was hiertegen dan ook al enig verzet van een gedeelte van de verdragsstaten.

### Het tweede protocol (1999)

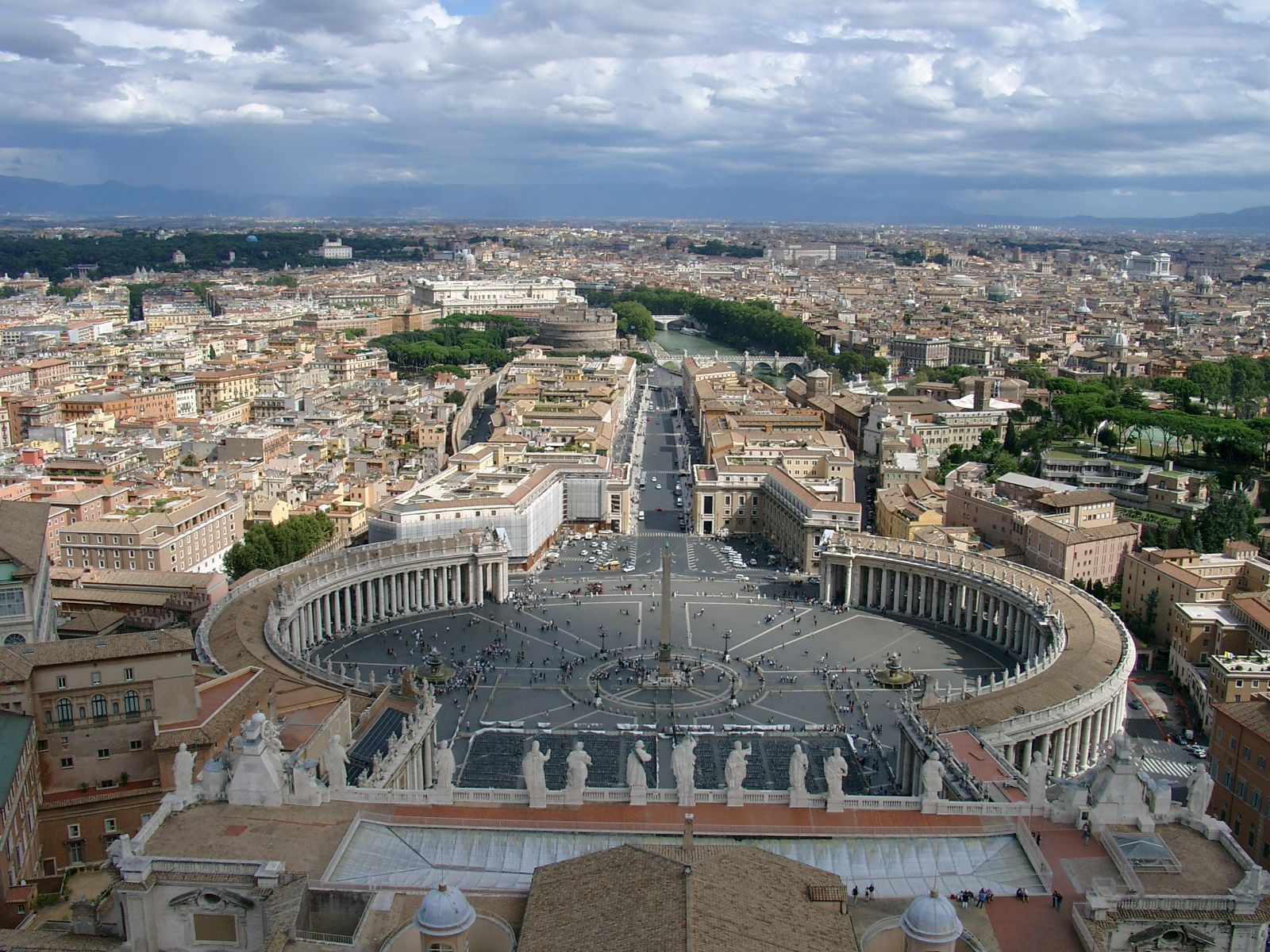
Vaticaanstad, met de hoogste beschermingsstatus sinds 1954

Bij het tot stand komen van de De Haagse conventie was de Tweede Wereldoorlog op de achtergrond nadrukkelijk aanwezig. In de jaren nadien veranderde er veel in de oorlogvoering: de wijze van oorlogvoering, de technieken en de nieuwe wapens, de mate van vernietiging, de langdurigheid van conflicten en etnische achtergronden als oorzaak van conflicten. Beschadiging van cultureel erfgoed was bovendien soms een hoofddoel van een gewapend conflict, als de etnische of culturele verschillen tussen partijen de grondslag van het conflict vormden.
Vanuit deze ervaringen bleek de noodzaak om de bescherming van cultureel erfgoed verder uit te breiden. In artikel 53 van het Eerste Aanvullend Protocol bij de Conventies van Genève, staat dat het niet is toegestaan enig cultureel object in een gewapend conflict te betrekken als dit gezien het verloop van het conflict niet puur noodzakelijk is en alternatieven niet geheel ontbreken. Daarbij ging het om landschappen, kunstobjecten en religieuze objecten. Het gebruik van gebouwen met een hieraan verbonden bestemming voor militaire doeleinden was eveneens verboden in het artikel. Tot 1977 was de volledige opname van deze beschermende maatregelen echter niet integraal opgenomen in het volkerenrecht. In 1999 volgde het Tweede Protocol voor de Haagse Conventie, dat hierin verandering moest brengen. Een conferentie die plaatsvond van 15 tot 26 maart moest dit bewerkstelligen. Vijf jaar later trad dit tweede protocol in werking. Met in totaal 47 artikelen betrof dit een veel uitgebreider protocol dan de aanzet in 1954. De strakke herformulering van bijvoorbeeld „dwingende militaire noodzaak” verleende het nieuwe protocol ook een afgebakend en duidelijker kader; het leende zich minder voor interpretatieverschillen.
Het protocol van 1999 verplicht de verdragsstaten de cultuurgoederen te respecteren tijdens zowel internationale gewapende conflicten als interne conflicten. Naast de opslagruimten in Nederland, Duitsland, Oostenrijk en het cultureel landschap van Vaticaanstad zijn per 1999 nieuwe locaties opgenomen. Ook zijn er vijf delicten opgenomen die als oorlogsmisdrijf gelden.

## De definities van erfgoederen en andere bepalingen

### Haagse conventie van 1954
Vanaf 1954 waren drie vormen cultureel erfgoed gedefinieerd. Het ging hier om onroerend goederen en roerende zaken. Onder onroerend goed verstaat men gebouwen, waaronder woningen en godshuizen. Roerende zaken zijn bijvoorbeeld kunstvoorwerpen, zoals schilderijen. Als onroerende goederen worden ook landschappen met grote culturele waarde gezien, zoals thans de Waddenzee en het Barrièrerif van Belize.
Een derde categorie bevat gecultiveerd landschap, bestaande uit gebouwen, complexen, opslagplaatsen et cetera, van grotere omvang en grote culturele waarde. Deze verzamelingen vormen op zichzelf een eenheid uit afzonderlijke culturele objecten. Een voorbeeld van dit type cultureel erfgoed is Vaticaanstad.
De conventie behelst het respecteren van alle cultuurgoederen. Ten tijde van vrede dienen deze te worden onderhouden, ten tijde van een conflict dienen de lidstaten af te zien van militair gebruik ervan. De leden dienen zich bovendien in te zetten ten behoeve van de bescherming van het cultureel erfgoed. Hierop is in 1954 alleen een uitzondering gemaakt voor militaire acties met de grootst mogelijke urgentie.
Er werd een bijzondere status mogelijk gemaakt die de uitzondering tijdens de grootst mogelijke militaire urgentie beperkt. Nabij deze monumenten mogen geen industrieterreinen liggen. Ook doelen die militair interessant zijn mogen niet in de buurt worden geplaatst. Dit kunnen munitieopslagruimten zijn, maar ook primaire infrastructuur geldt in de nabijheid van deze erfgoederen als ontoelaatbaar. De enige militaire actie die plaats mag vinden in de buurt van deze objecten is bewaking, tenzij een speciale procedure wordt gevolgd onder zeer strikte omstandigheden.
De conventie geeft aan hoe er moet worden gehandeld als cultureel erfgoed moet worden verplaatst. Bij een dergelijk transport mogen de transportmiddelen worden gecontroleerd en de inhoud kan worden doorzocht. Het is niet toegestaan om het transport of een gedeelte ervan te confisqueren. De bescherming van bewakingspersoneel is tevens geregeld. Dergelijk personeel kan worden aangehouden en gearresteerd, mits de werkzaamheden ten behoeve van het cultureel erfgoed niet worden verstoord en hun de uitoefening van hun werkzaamheden blijft toegestaan.
Er zijn twee beeldmerken beschikbaar gesteld in het verdrag. Het eerste is voor cultureel erfgoed in het algemeen en het tweede is in het bijzonder voor de goederen met buitengewone bescherming. Het laatste embleem is een beeldmerk waar het eerste driemaal in terugkomt. Tevens kan het embleem gedragen worden door hen die belast zijn met de bescherming van het cultuurgoed.
De conventie beschrijft de reikwijdte van het verdrag, en ze bepaalt dat zowel bij interne als internationale gewapende conflicten de verantwoordelijkheden dezelfde zijn.
In het laatste hoofdstuk wordt beschreven wat de verplichtingen en rollen zijn van lidstaten, defensieapparaten en UNESCO tijdens gewapende conflicten en in vredestijd. Hieronder valt niet alleen onderhoud, maar ook het op de juiste wijze plaatsen van infrastructuur, militaire bases en industrie. Hiernaast worden zaken als ondertekening en bekrachtiging en andere formele aspecten in het slot opgenomen.

### Eerste Protocol (1954)
Het Eerste Protocol van 1954 verbiedt bezettende partijen cultureel erfgoed uit te voeren. Het verplicht partijen erfgoederen na een conflict te retourneren. Verdragspartijen worden verbonden aan het beginsel wederrechtelijke uitvoer te verhinderen waar mogelijk.
In geval van een wiedergutmachung  zoals na de Tweede Wereldoorlog, is cultureel erfgoed niet beschikbaar als betaling. Ook het niet retourneren om betalingen af te dwingen is niet toegestaan.

### Tweede Protocol (1999)

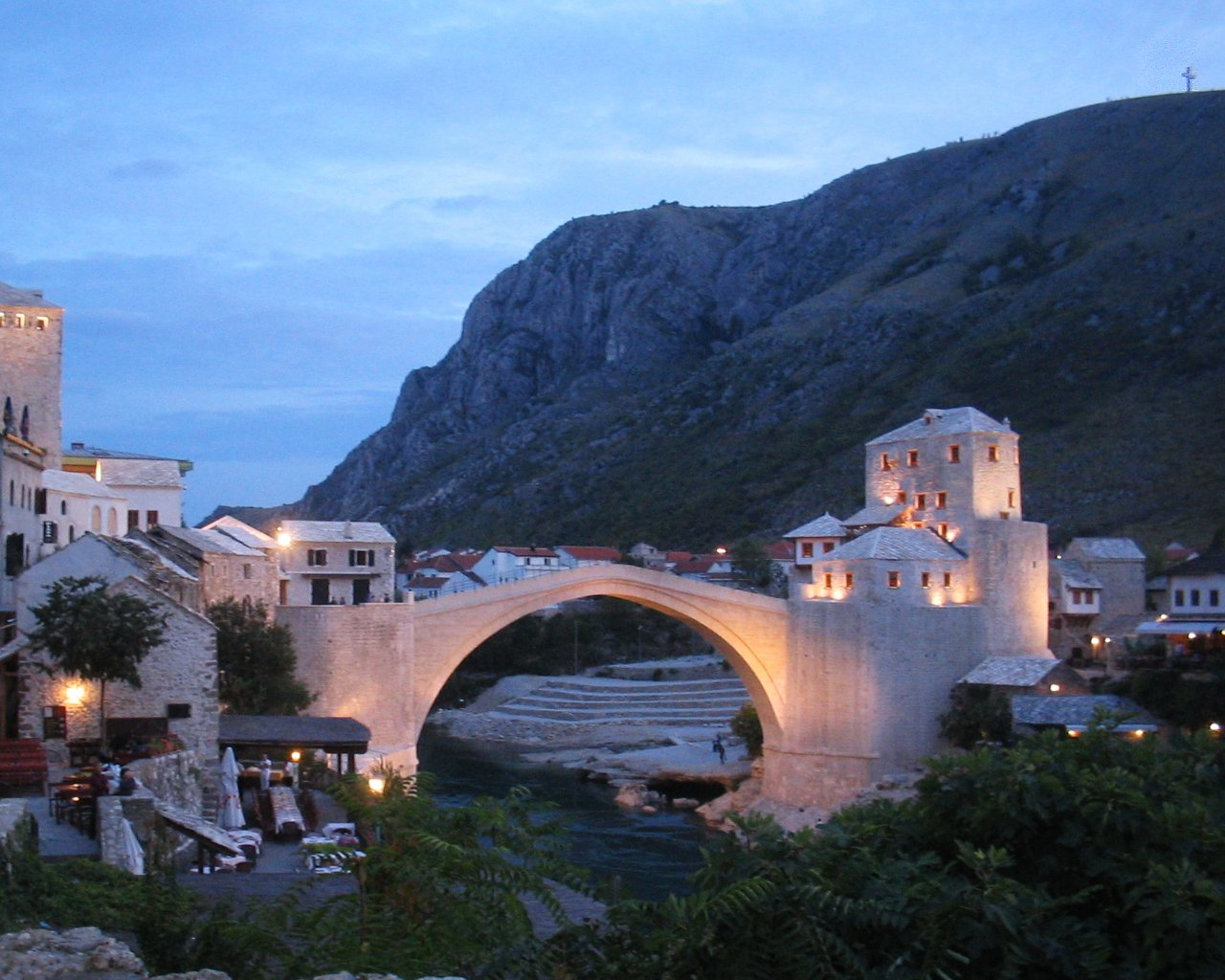
De Stari Most in Mostar, vernietigd (1993) en hersteld (2004), thans een symbool van cultureel erfgoed in Bosnië en Herzegovina

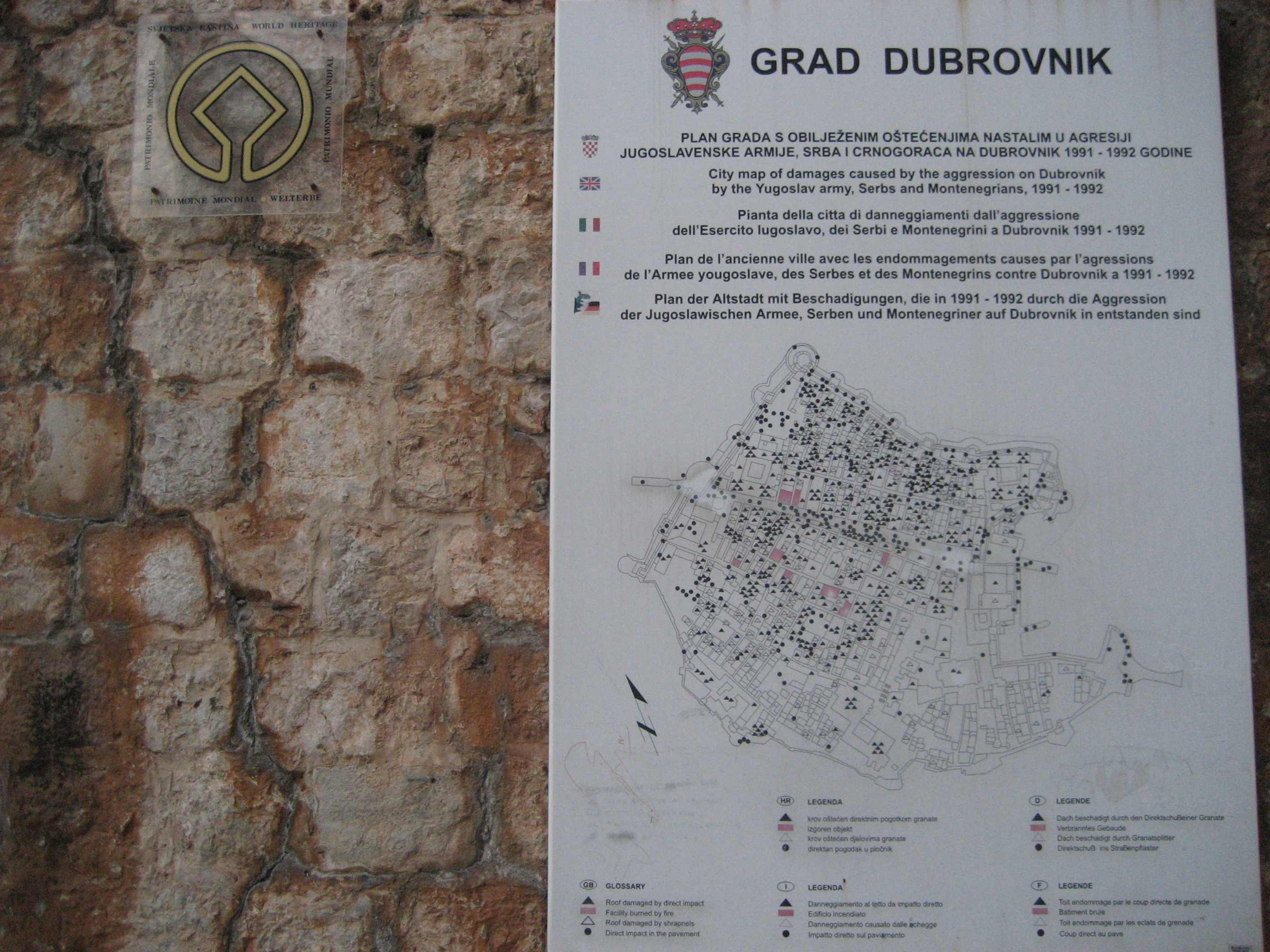
Informatiebord in Dubrovnik over de gevolgen van de oorlogen op de Balkan

Het tweede protocol van 26 maart 1999 is een aanvulling die focust op de tekortkomingen bij de bepalingen en doelstellingen van de conventie. Deze bleken moeilijk om te zetten in de praktijk. Het definieert opnieuw de reikwijdte en het formuleert de verhouding met het verdrag uit 1954.
De algemeen gedefinieerde bepalingen, over de objecten waarop het verdrag betrekking heeft worden uitgewerkt en getailleerd. Ook worden soortgelijke bepalingen uitgebreid opgetekend met betrekking tot verplichtingen in vredestijd. Hieronder vallen brandveiligheidsmaatregelen, de voorbereidingen voor transport tijdens nood, enzovoorts. Dit omwille van bijvoorbeeld het gebruik van onroerend goed voor militaire doeleinden, waarbij de roerende zaken in zekerheid dienen te kunnen worden gebracht. Verder worden de verplichtingen van de verdragspartners uitgewerkt tijdens gewapende conflicten, ter bescherming van de culturele erfgoederen. Die verplichtingen zijn uitgewerkt voor zowel burgers, overheden en militairen ten tijde van een conflictsituatie als in vredestijd.
Er wordt een uitwerking gegeven aan de bijzonder bescherming van culturele erfgoederen die van de grootste betekenis zijn voor de mensheid. In dezen wordt een sterke rol van UNESCO, door een speciale commissie, vastgelegd.
In het tweede protocol worden enkele misdrijven nauwkeurig beschreven als zware delicten:
- beschadiging van cultureel erfgoed met extra beschermde status tijdens een conflict;
- gebruik van cultureel erfgoed met extra beschermde status tijdens een conflict;
- het gebruik van deze culturele erfgoederen voor militaire doeleinden;
- het wederrechtelijk in beslag nemen van cultureel erfgoed;
- diefstal, plundering, opzettelijke vernieling, et cetera.

Tevens worden de rechtsvervolging, de uitlevering van delinquenten en de rechtsbijstand van verdachten opgenomen, alsmede de verplichtingen die de verdragspartijen aangaan.
Ten slotte beschrijft het verdrag administratieve verplichtingen, formaliteiten, et cetera en de internationale samenwerking, opsporing en daging, erkenning en ratificatie van de deelnemende landen en de inwerkingtreding.

## Toepassing in de praktijk

### Strafrechtelijke procedures

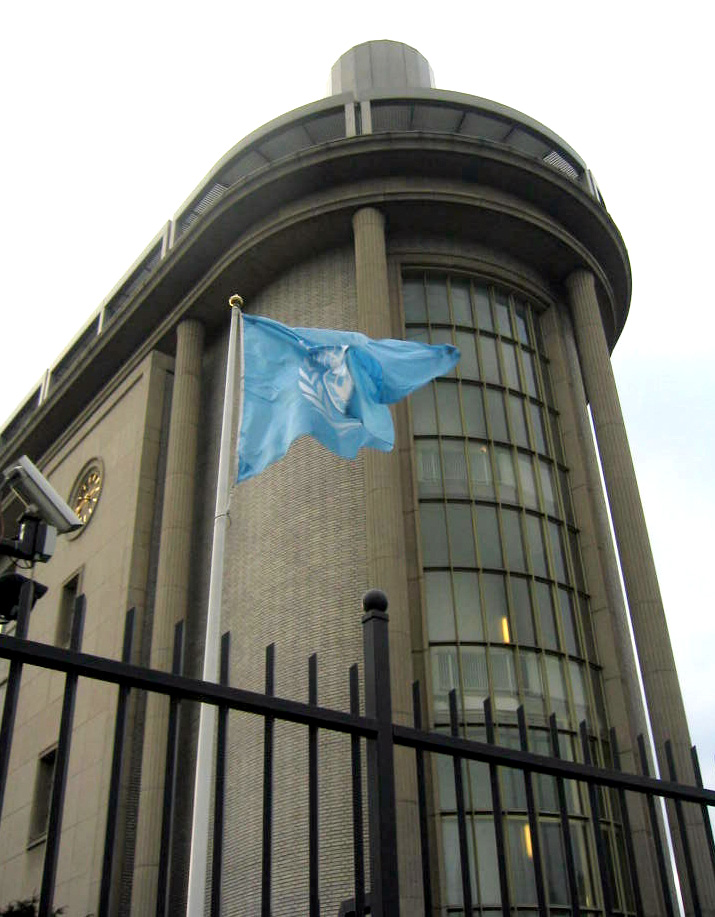
Het Joegoslaviëtribunaal

Bij het Statuut van Rome (1998) is het Internationaal Gerechtshof opgericht dat onder andere belast is met de berechting van oorlogsmisdrijven. Religieuze gebouwen, kunstobjecten, wetenschappelijke en educatieve instellingen en cultureel belangrijke landschappen en centra waar deze zaken bijeen komen worden hierin beschermd tijdens conflicten, internationaal of intern. Het Hof neemt rechtsvervolging waar, als een verdragspartner de middelen tot rechtsvervolging niet heeft of wanneer deze niet van wil is een strafrechtelijke procedure te starten tegen verdachten van oorlogsmisdrijven. Het Joegoslaviëtribunaal was echter het eerste tribunaal dat vervolging naar aanleiding van de Haagse conventie kon starten. Uitspraken op grond van de conventie werden gedaan tegen onder meer:
- Dario Kordić,[17]
- Miodrag Jokić,[18]
- Milan Martić.[19]

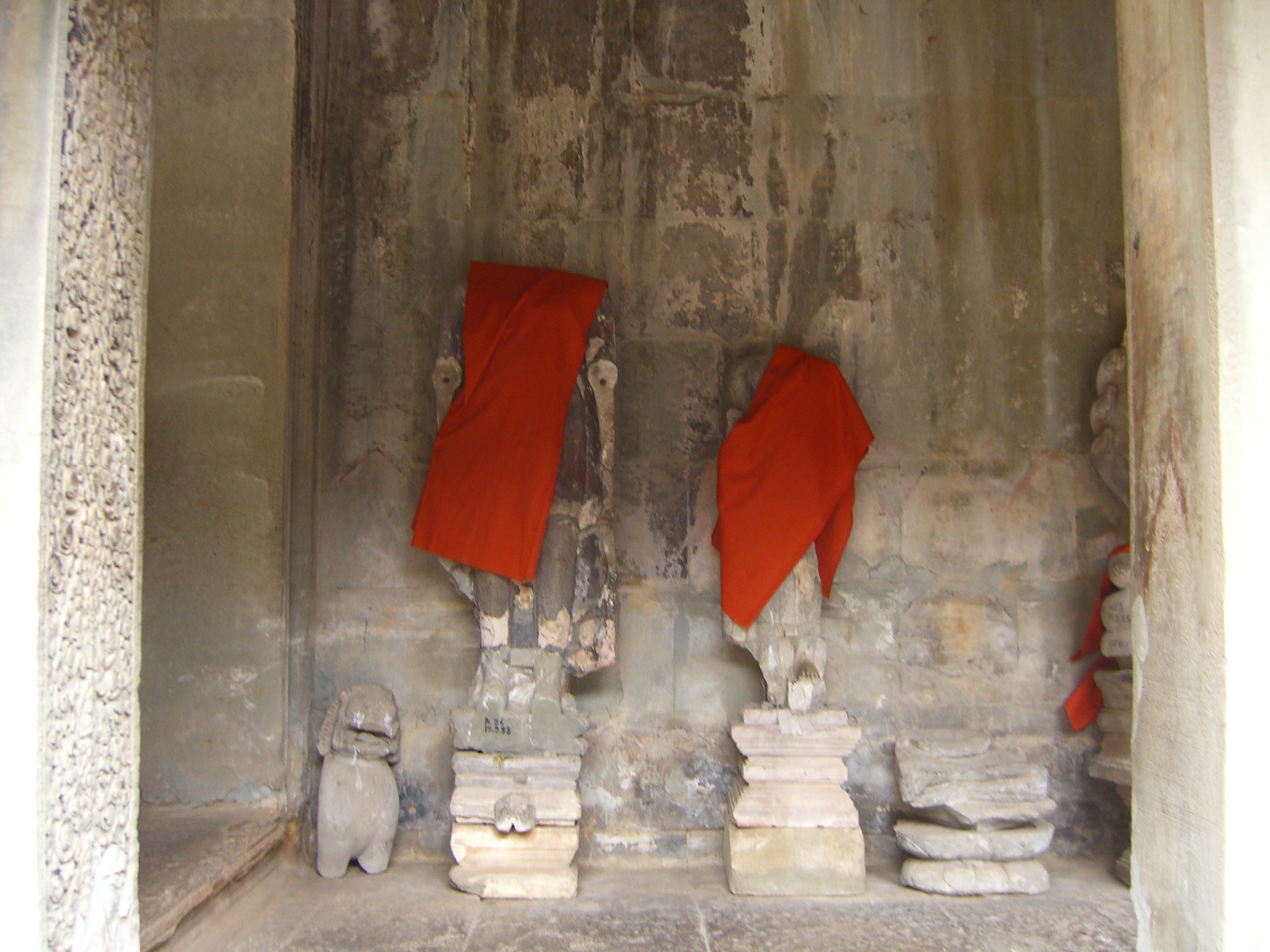
Vernielingen door de Rode Khmer in Angkor

In 1996 werd het Cambodjatribunaal opgericht. Omdat Cambodja tot de conventie is toegetreden in 1962, kan dit tribunaal de verantwoordelijken vervolgen voor de vernieling van 3000 tempels, 130 moskeeën, 72 Rooms-katholieke kerken, enzovoorts. Hoe in dit proces wordt omgegaan met de staatsvorm van Cambodja, een dictatuur, is nog niet duidelijk genoeg voor enige speculatie over de veroordelingen op het gebied van misdrijven tegen cultureel erfgoed.

### Ondertekening en ratificatie door de internationale gemeenschap

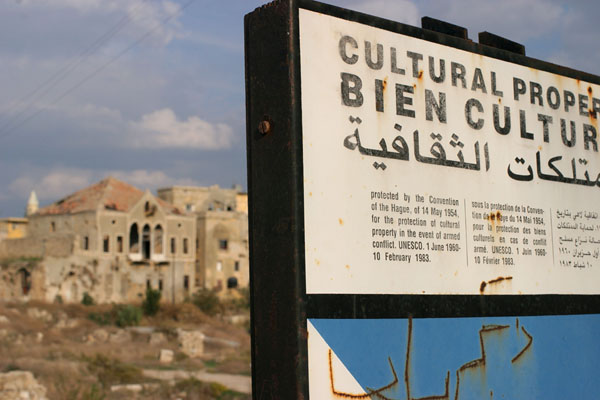
Bord met uitleg over een groter gebied met beschermde status in Tyrus, Libanon

De Volksrepubliek China ratificeerde de conventie pas in 2000, de Verenigde Staten in 2009. Bill Clinton heeft hiertoe diverse pogingen moeten ondernemen, maar de Verenigde Staten waren van mening dat een voorbehoud eerder nodig was, vanwege de Koude Oorlog en de dreiging van het noodzakelijke gebruik van atoomwapens. Rusland is toegetreden sinds 1957 als een van de rechtsopvolgers van de voormalige Sovjet-Unie. Frankrijk trad in tevens 1957 toe. Van de vijf permanente leden van de VN-Veiligheidsraad heeft alleen het Verenigd Koninkrijk de conventie in 1954 wel ondertekend, waarbij een officiële toetreding en ratificatie tot op heden ontbreekt.
Nederland heeft in 1972 de Overeenkomst inzake de bescherming van het cultureel en natuurlijk erfgoed van de wereld wettelijk geïmplementeerd. Het Verdrag inzake de bescherming van het immaterieel cultureel erfgoed volgde in 2003 als opgenomen in de eigen wetgeving.
Per september 2013 waren er 102 landen officieel toegetreden tot de Haagse conventie van 1954. De Bondsrepubliek Duitsland trad toe in 1967 en de DDR in 1974. De DDR erkende daarbij direct het Tweede Protocol. In 2013 waren er in totaal 64 staten die het Tweede Protocol hadden ondertekend. Hieronder in 2002 Oostenrijk, in 2004 Zwitserland en in 2009 Duitsland.

Vlag van UNESCO

De Algemene Vergadering van de Verenigde Naties heeft UNESCO als gespecialiseerde organisatie aangewezen als belangrijkst verantwoordelijk orgaan voor vredesopbouw, armoedebestrijding, duurzame ontwikkeling en de interculturele dialoog door onderwijs, wetenschap, cultuur en communicatie. De organisatie heeft haar hoofdzetel in Parijs en ze houdt de benodigde internationale registers van culturele erfgoederen bij. Daarnaast is er Blue Shield international van de Verenigde Naties met onder meer de Internationale Archiefraad, de International Council of Museums en de ICOMOS ter ondersteuning. Deze organisatie heeft een uitdrukkelijk omschreven taak in het Tweede Protocol met betrekking tot de praktische uitvoering en de internationale samenwerking. Dit type samenwerkingen vonden plaats bij onder meer het veiligstellen van kunstschatten uit het Afghaanse rijksmuseum door transport naar Zwitserland.